# Council Grove (Kansas)
Council Grove település az Amerikai Egyesült Államok Kansas államában, Morris megyében, melynek megyeszékhelye is. Lakosainak száma 2140 fő (2020. április 1.).

## Népesség
A település népességének változása:

| 2010 | 2 182 |
| 2020 | 2 140 |